# 少花薹草
少花薹草（学名：Carex sparsiflora）为莎草科薹草属的植物。分布在俄罗斯、朝鲜和欧洲一些国家、日本以及中国大陆的辽宁、黑龙江等地，一般生长在林下湿处以及草地边缘。

## 变种
大少花薹草（学名：Carex sparsiflora var. petersii）为莎草科薹草属少花薹草的变种。分布于俄罗斯、蒙古以及中国大陆的东北各省等地，多生长在林下、灌木丛下或草地。